# Alex Debón
Alex Debón Latorre (La Vall d'Uixó, 1º marzo 1976) è un pilota motociclistico spagnolo, ritiratosi dall'attività agonistica.

## Carriera

### Gli inizi
Comincia a praticare sport professionalmente nel 1994. Nel 1998 e nel 1999 l'esordio nel motomondiale correndo quattro GP in qualità di wild card (Madrid nel 1998; Spagna, Catalogna e Comunità Valenciana nel 1999; tutti su Honda) e giunge 24º con sei punti nel campionato europeo del 1999.

### Classe 250

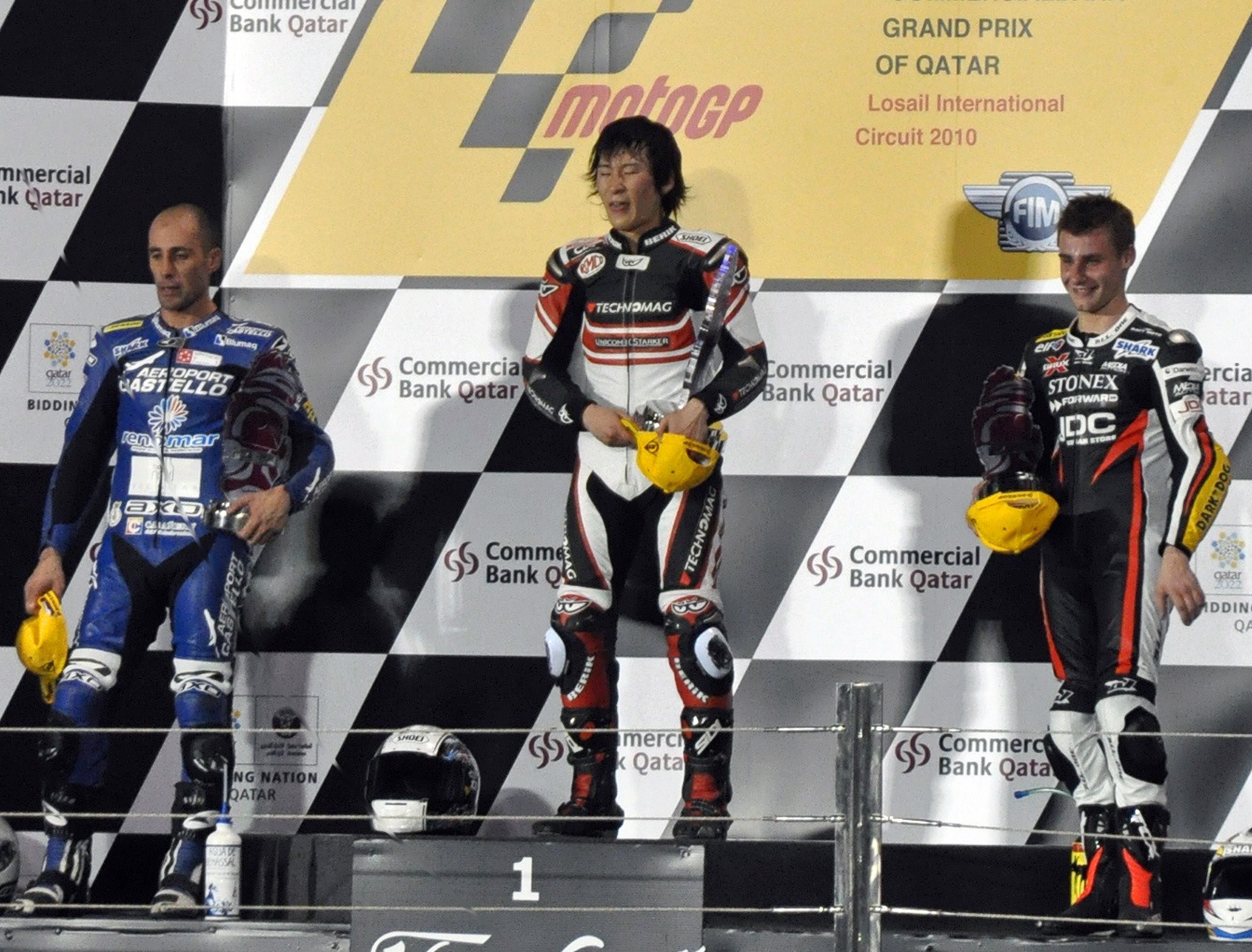
Debón (sinistra) sul secondo gradino del podio del GP del Qatar Moto2 2010, prima gara della nuova categoria.

Nel 2000 e nel 2001 corre per l'Aspar Team di Jorge Martínez, piazzandosi rispettivamente 15º con 33 punti (con miglior piazzamento un sesto posto in Gran Bretagna) e 11º con 60 punti (con miglior piazzamento un sesto posto in Germania). Nel 2002 passa al team Campetella Racing su un'Aprilia, terminando la stagione 11º con 72 punti e ottenendo come miglior risultato un ottavo posto in Spagna.
L'anno dopo passa alla Honda RS 250 R nel team Troll Honda BQR, con compagno di squadra Eric Bataille, terminando la stagione 11º con 81 punti e ottenendo come miglior risultato un quinto posto in Australia. Nel 2004 termina 12º con 82 punti, ottenendo come miglior risultato un quinto posto in Spagna. Nel 2005 conclude 12º con 67 punti, ottenendo come miglior risultato due ottavi posti (Spagna e Francia); in quest stagione il suo compagno di squadra è stato Radomil Rous.
Nel 2006 corre quattro Gran Premi con l'Aprilia RSV 250 del team Aprilia Racing come wildcard (Spagna, Italia, Repubblica Ceca e Comunità Valenciana) e due Gran Premi (Catalogna e Olanda) in sostituzione dell'infortunato Héctor Barberá nel team Fortuna Aprilia; termina la stagione 13º con 50 punti, ottenendo come miglior risultato un quarto posto in Catalogna.
Nel 2007 corre quattro Gran Premi come wildcard (Spagna, Catalogna, Repubblica Ceca e Comunità Valenciana), ottenendo un terzo posto in Comunità Valenciana e terminando la stagione 18º con 27 punti. Nel 2008 diventa pilota titolare nel team Lotus Aprilia, ottenendo due vittorie (Francia e Repubblica Ceca), un secondo posto in Italia, un terzo posto in Giappone, due pole position (Qatar e Francia) e il 4º posto finale con 176 punti. Nel 2009 passa al team Aeropuerto-Castello-Blusens ottenendo un secondo posto in Germania, due pole position (Spagna e Comunità Valenciana) e il 10º posto finale con 101 punti.

### Moto2
Nel 2010 rimane nello stesso team passando alla FTR M210 nella nuova classe Moto2, ottenendo un secondo posto in Qatar e terminando la stagione al 16º posto con 73 punti. In questa stagione è costretto a saltare i GP d'Olanda, San Marino e Portogallo per infortuni.

## Risultati nel motomondiale
| 1998 | Classe | Moto  |  |  |  |  |  |     |  |  |  |  |  |  |  |  |  |  |  |  | Punti | Pos. |
| ---- | ------ | ----- |  |  |  |  |  | --- |  |  |  |  |  |  |  |  |  |  |  |  | ----- | ---- |
| 1998 | 250    | Honda |  |  |  |  |  | Rit |  |  |  |  |  |  |  |  |  |  |  |  | 0     |      |

| 1999 | Classe | Moto  |  |  |    |  |  |     |  |  |  |  |  |    |  |  |  |  |  |  | Punti | Pos. |
| ---- | ------ | ----- |  |  | -- |  |  | --- |  |  |  |  |  | -- |  |  |  |  |  |  | ----- | ---- |
| 1999 | 250    | Honda |  |  | 26 |  |  | Rit |  |  |  |  |  | 18 |  |  |  |  |  |  | 0     |      |

| 2000 | Classe | Moto    |    |   |     |    |    |     |     |     |   |     |     |     |    |     |    |    |  |  | Punti | Pos. |
| ---- | ------ | ------- | -- | - | --- | -- | -- | --- | --- | --- | - | --- | --- | --- | -- | --- | -- | -- |  |  | ----- | ---- |
| 2000 | 250    | Aprilia | 12 | 9 | Rit | 14 | 15 | Rit | Rit | Rit | 6 | Rit | Rit | Rit | 11 | Rit | 12 | 18 |  |  | 33    | 15º  |

| 2001 | Classe | Moto    |     |    |    |    |   |    |    |   |   |    |    |   |    |     |    |    |  |  | Punti | Pos. |
| ---- | ------ | ------- | --- | -- | -- | -- | - | -- | -- | - | - | -- | -- | - | -- | --- | -- | -- |  |  | ----- | ---- |
| 2001 | 250    | Aprilia | Rit | 15 | 13 | 10 | 8 | 11 | 20 | 8 | 6 | 10 | 12 | 9 | 18 | Rit | 14 | 16 |  |  | 60    | 11º  |

| 2002 | Classe | Moto    |   |   |   |   |     |    |    |   |    |    |     |     |    |     |   |   |  |  | Punti | Pos. |
| ---- | ------ | ------- | - | - | - | - | --- | -- | -- | - | -- | -- | --- | --- | -- | --- | - | - |  |  | ----- | ---- |
| 2002 | 250    | Aprilia | 9 | 9 | 8 | 9 | Rit | 13 | 12 | 9 | 10 | 13 | Rit | Rit | 10 | Rit | 9 | 9 |  |  | 72    | 11º  |

| 2003 | Classe | Moto  |    |    |   |   |    |    |    |    |   |    |    |    |   |     |   |    |  |  | Punti | Pos. |
| ---- | ------ | ----- | -- | -- | - | - | -- | -- | -- | -- | - | -- | -- | -- | - | --- | - | -- |  |  | ----- | ---- |
| 2003 | 250    | Honda | 11 | SQ | 9 | 8 | 12 | 11 | 11 | 10 | 9 | NP | 11 | 11 | 9 | Rit | 5 | 10 |  |  | 81    | 11º  |

| 2004 | Classe | Moto  |   |   |   |    |   |    |   |    |     |    |   |    |   |     |    |    |  |  | Punti | Pos. |
| ---- | ------ | ----- | - | - | - | -- | - | -- | - | -- | --- | -- | - | -- | - | --- | -- | -- |  |  | ----- | ---- |
| 2004 | 250    | Honda | 6 | 5 | 9 | 15 | 8 | 12 | 9 | 11 | Rit | NP | 8 | 10 | 8 | Rit | 11 | 14 |  |  | 82    | 12º  |

| 2005 | Classe | Moto  |   |    |    |   |     |    |    |    |     |    |    |   |     |    |   |    |    |  | Punti | Pos. |
| ---- | ------ | ----- | - | -- | -- | - | --- | -- | -- | -- | --- | -- | -- | - | --- | -- | - | -- | -- |  | ----- | ---- |
| 2005 | 250    | Honda | 8 | 13 | 11 | 8 | Rit | 11 | 13 | NE | Rit | 12 | 13 | 9 | Rit | 11 | 9 | 12 | 11 |  | 67    | 12º  |

| 2006 | Classe | Moto    |    |  |  |  |  |   |   |   |  |  |    |    |  |  |  |  |   |  | Punti | Pos. |
| ---- | ------ | ------- | -- |  |  |  |  | - | - | - |  |  | -- | -- |  |  |  |  | - |  | ----- | ---- |
| 2006 | 250    | Aprilia | NP |  |  |  |  | 5 | 5 | 4 |  |  | NE | 12 |  |  |  |  | 5 |  | 50    | 13º  |

| 2007 | Classe | Moto    |  |   |  |  |  |  |    |  |  |  |    |     |  |  |  |  |  |   | Punti | Pos. |
| ---- | ------ | ------- |  | - |  |  |  |  | -- |  |  |  | -- | --- |  |  |  |  |  | - | ----- | ---- |
| 2007 | 250    | Aprilia |  | 5 |  |  |  |  | 16 |  |  |  | NE | Rit |  |  |  |  |  | 3 | 27    | 18º  |

| 2008 | Classe | Moto    |   |   |     |   |   |   |   |   |   |     |    |   |     |    |   |   |   |     | Punti | Pos. |
| ---- | ------ | ------- | - | - | --- | - | - | - | - | - | - | --- | -- | - | --- | -- | - | - | - | --- | ----- | ---- |
| 2008 | 250    | Aprilia | 4 | 6 | Rit | 5 | 1 | 2 | 4 | 7 | 4 | Rit | NE | 1 | Rit | AN | 3 | 5 | 6 | Rit | 176   | 4º   |

| 2009 | Classe | Moto    |    |   |     |     |   |   |   |    |   |   |     |     |   |   |    |   |    |  | Punti | Pos. |
| ---- | ------ | ------- | -- | - | --- | --- | - | - | - | -- | - | - | --- | --- | - | - | -- | - | -- |  | ----- | ---- |
| 2009 | 250    | Aprilia | 14 | 5 | Rit | Rit | 7 | 5 | 6 | NE | 2 | 6 | Rit | Rit | 7 | 9 | 13 | 7 | NP |  | 101   | 10º  |

| 2010 | Classe | Moto |   |    |    |    |   |    |     |     |    |   |     |  |    |    |   |   |    |    | Punti | Pos. |
| ---- | ------ | ---- | - | -- | -- | -- | - | -- | --- | --- | -- | - | --- |  | -- | -- | - | - | -- | -- | ----- | ---- |
| 2010 | Moto2  | FTR  | 2 | 25 | 16 | 10 | 5 | NP | Rit | Rit | NE | 7 | Rit |  | 22 | 10 | 5 | 9 | NP | 13 | 73    | 16º  |

| Legenda | 1º posto        | 2º posto            | 3º posto            | A punti      | Senza punti        | Grassetto – Pole position Corsivo – Giro più veloce |
| Legenda | Gara non valida | Non qual./Non part. | Ritirato/Non class. | Squalificato | '-' Dato non disp. | Grassetto – Pole position Corsivo – Giro più veloce |